# Islamisches Forum Penzberg
Das Islamische Forum Penzberg ist ein Moscheebau mit Bibliothek und Mehrzweckräumen im oberbayerischen Penzberg. Es wurde von dem Augsburger Architekten Alen Jasarevic im Auftrag der Islamischen Gemeinde Penzberg e. V. (IGP) entworfen und wird als „Prototyp einer neuen, zeitgemäßen Euroislam-Architektur“ gesehen und wurde mehrfach ausgezeichnet.

## Architektur
Das Islamische Forum Penzberg steht an der Ecke Bichler Straße/Fraunhoferstraße in einem Gewerbegebiet der Stadt Penzberg. Es ist auf L-förmigem Grundriss quaderförmig errichtet. Da es nach Mekka ausgerichtet ist, ist es leicht schräg versetzt zu den angrenzenden Straßen.
Die Moschee besitzt ein flaches Dach ohne Kuppel. Zur Fraunhoferstraße hin schließt das Gebäude mit einer Fassade aus blauem Glas ab. Dies ist die Qibla-Fassade der Moschee. Neben der Fassade steht an einer Ecke des Gebäudes das Minarett. Es ist als Stahlplattenkonstruktion konzipiert und besteht aus drei aufeinander stehenden Quadern. Den oberen Abschluss bildet eine kleine Skulptur aus zwei Halbmonden, die über Kreuz ineinander verschränkt sind. Die Stahlplatten sind komplett mit arabischer Schrift bedeckt, die den islamischen Gebetsruf wiedergibt. Die Zwischenräume der Buchstaben sind herausgefräst, so dass der Eindruck eines durchbrochenen Ornaments entsteht. Nachts kann das Minarett von innen heraus beleuchtet werden.
Der zur Bichler Straße gewandte Haupteingang ist als Portal in Form eines geöffneten Buches ausgeführt. Auf den beiden Seiten des „Buches“ befinden sich die Fātiha (Eröffnungssure des Koran), die Basmala und Vers 49:13 jeweils in Deutsch und Arabisch.

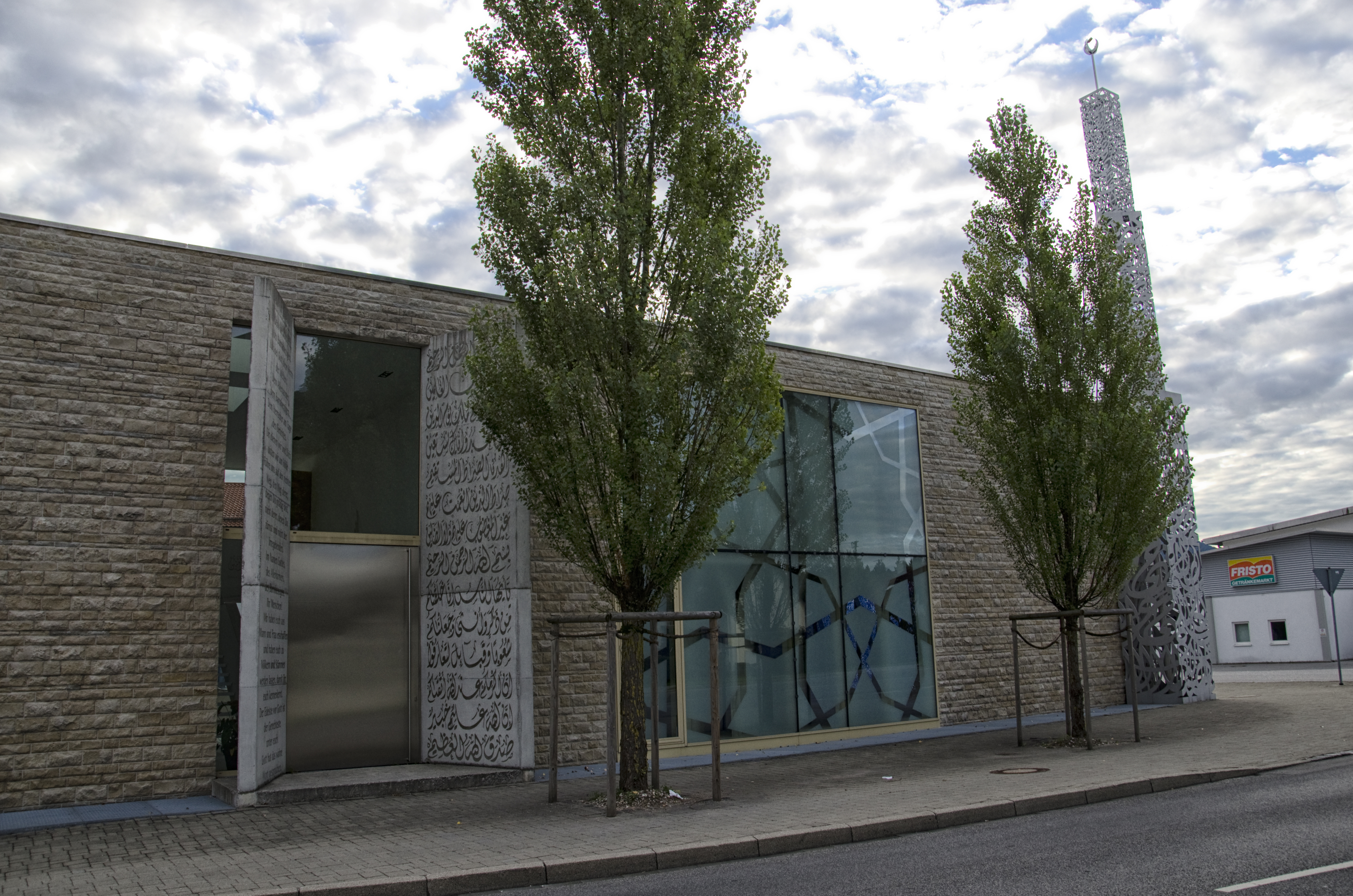
Islamisches Forum von Westen mit buchförmigem Eingang
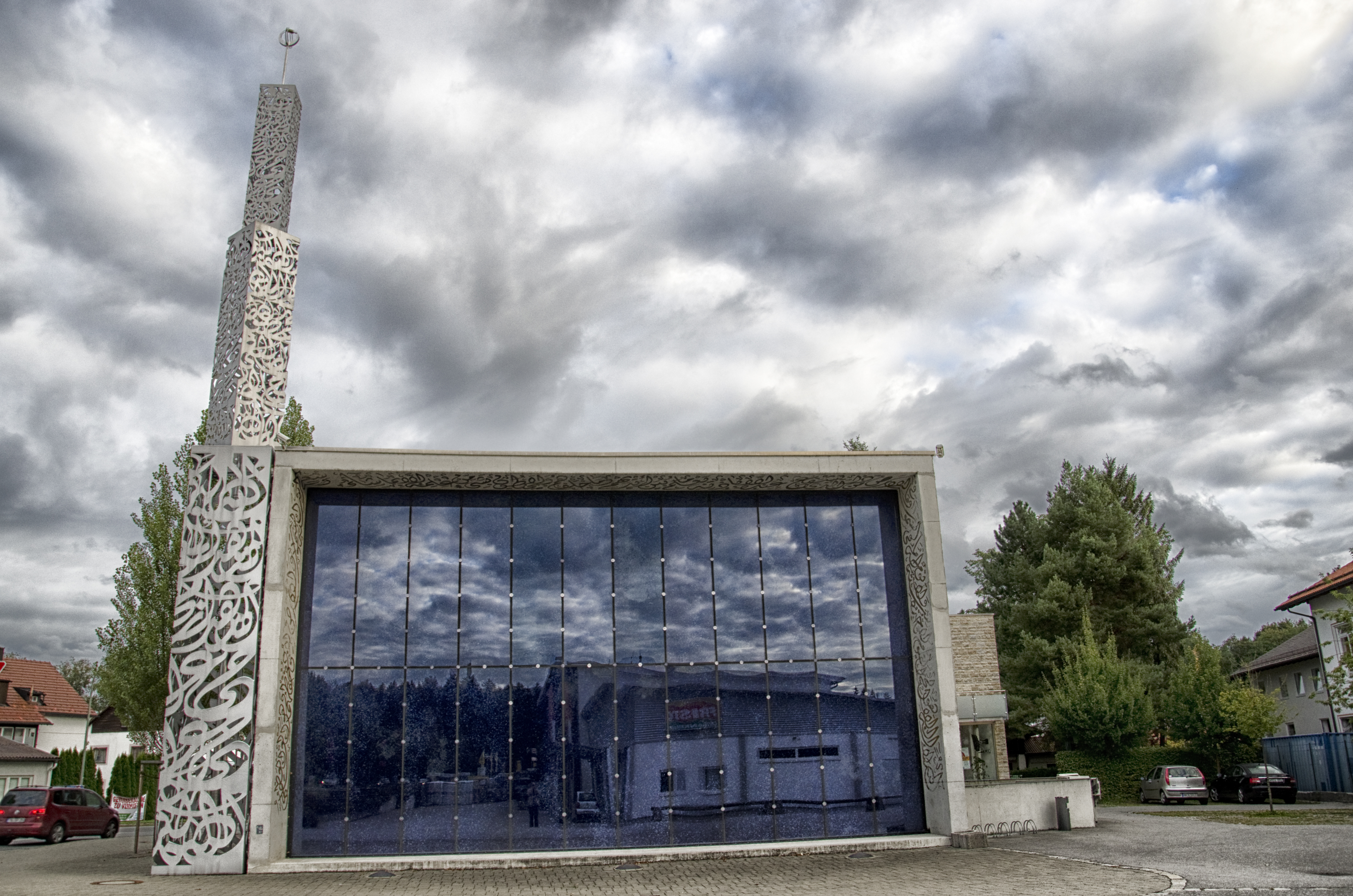
Südsüdostfassade aus blauem Glas
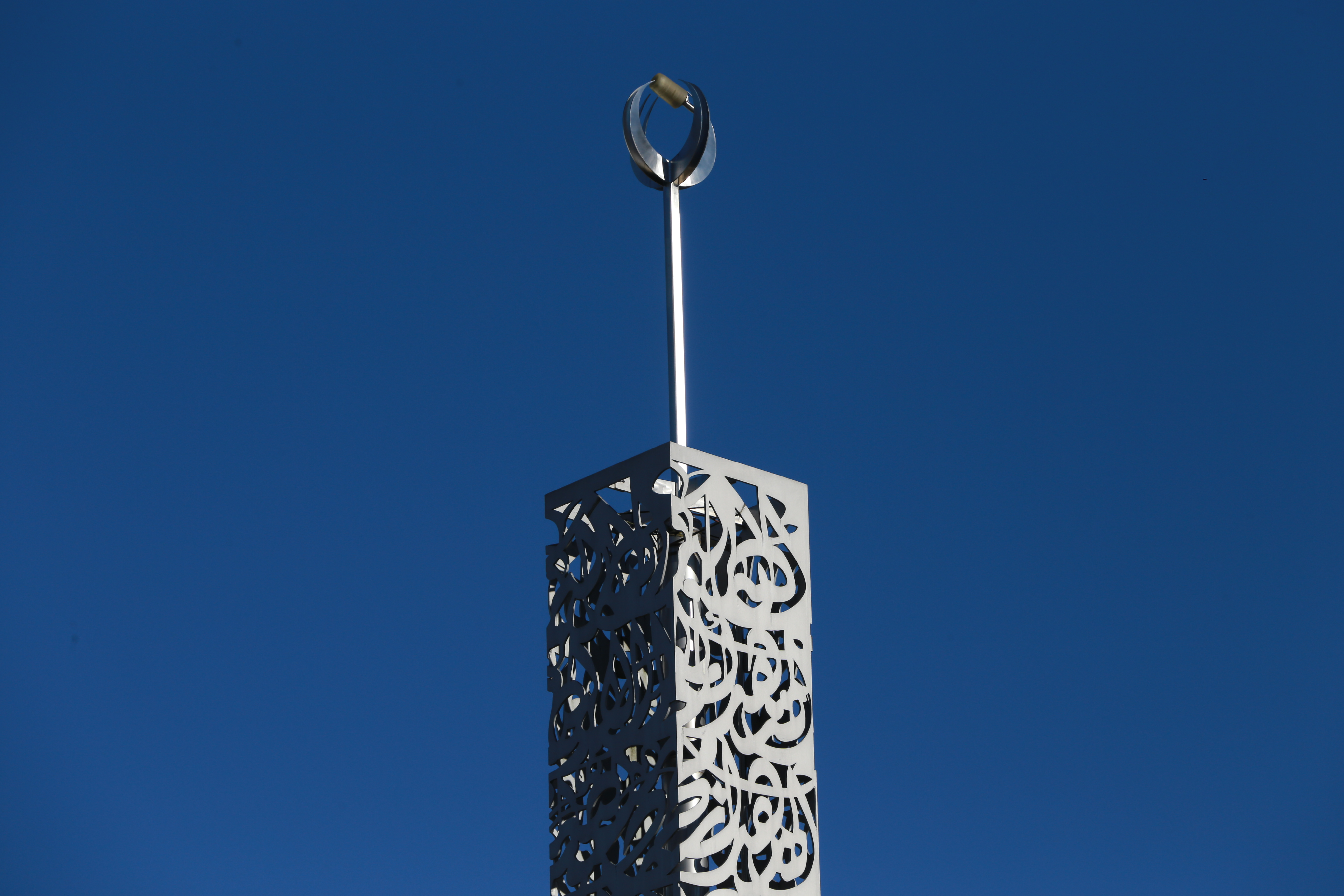
Spitze des Minaretts

## Islamische Gemeinde Penzberg
Die Islamische Gemeinde Penzberg e. V. besteht seit 1994 und ist auf mittlerweile rund 600 Mitglieder (Stand 2014) angewachsen. Imam der Moschee ist Benjamin Idriz. Zunächst nutzte die Gemeinde eine Hinterhofmoschee, die für die damals rund 160 Gemeindemitglieder aber bald nicht mehr ausreichend Platz bot. Die Gemeinde erwarb daher 1999 das Grundstück in der Bichler Straße. 2002 wurde der Bauantrag gestellt und 2003 genehmigt. 2005 wurde das Islamische Forum Penzberg feierlich eröffnet. Der Moscheebau wurde allein durch Spenden finanziert, wobei der Emir von Schardscha den größten Teil der benötigten Summe von rund drei Millionen Euro bereitstellte.
Wegen möglicher Verbindungen von Imam Idriz zu muslimischen Extremisten beobachtete der Bayerische Verfassungsschutz die Gemeinde mehrere Jahre. Im Verfassungsschutzbericht 2011 wurde die islamische Gemeinschaft nicht mehr erwähnt und auch die Gemeinnützigkeit wieder zuerkannt.

## Öffentliche Resonanz
Nach einem Besuch der Moschee und einem Empfang durch den Imam unter dem traditionellen imperialen Siegel der osmanischen Sultane, der Tughra, hat Bundespräsident Frank-Walter Steinmeier Ende 2019 das Islamische Forum in Penzberg „als Modell für muslimische Gemeinden in Deutschland gewürdigt“ und erklärt, „er habe einen Ort kennengelernt, an dem das gelebt werde, was er sich für das Land wünsche, nämlich Neugier aufeinander und Respekt voreinander“.
Des Weiteren zählen zu den bisherigen Besuchern unter anderem Sultan bin Mohamed al-Qasimi, Alois Glück, Nihad Awad, Louay M. Safi, Franz Maget und Joachim Herrmann.